# Buddhismus aktuell

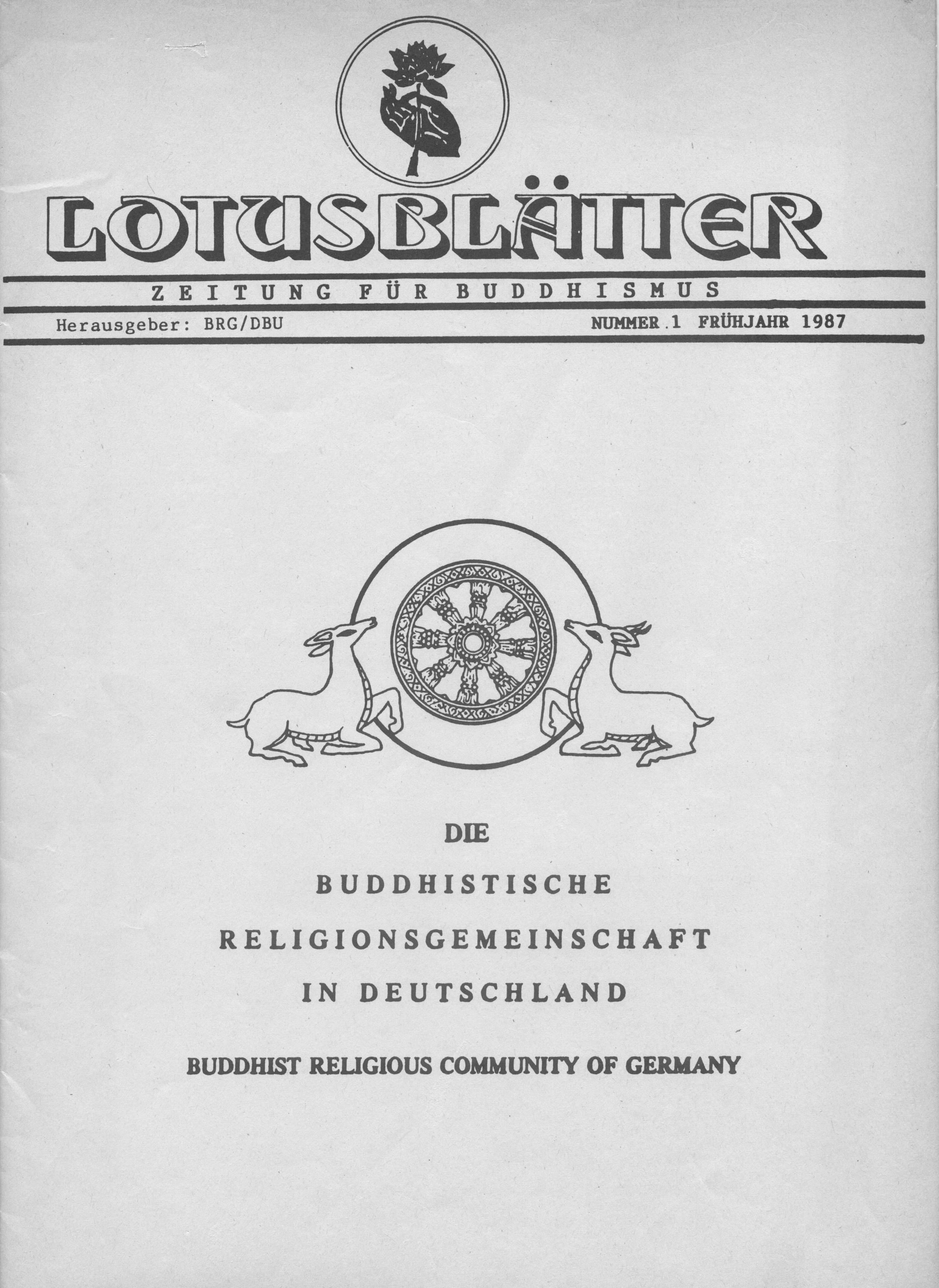
Lotusblätter Nr. 1, 1987

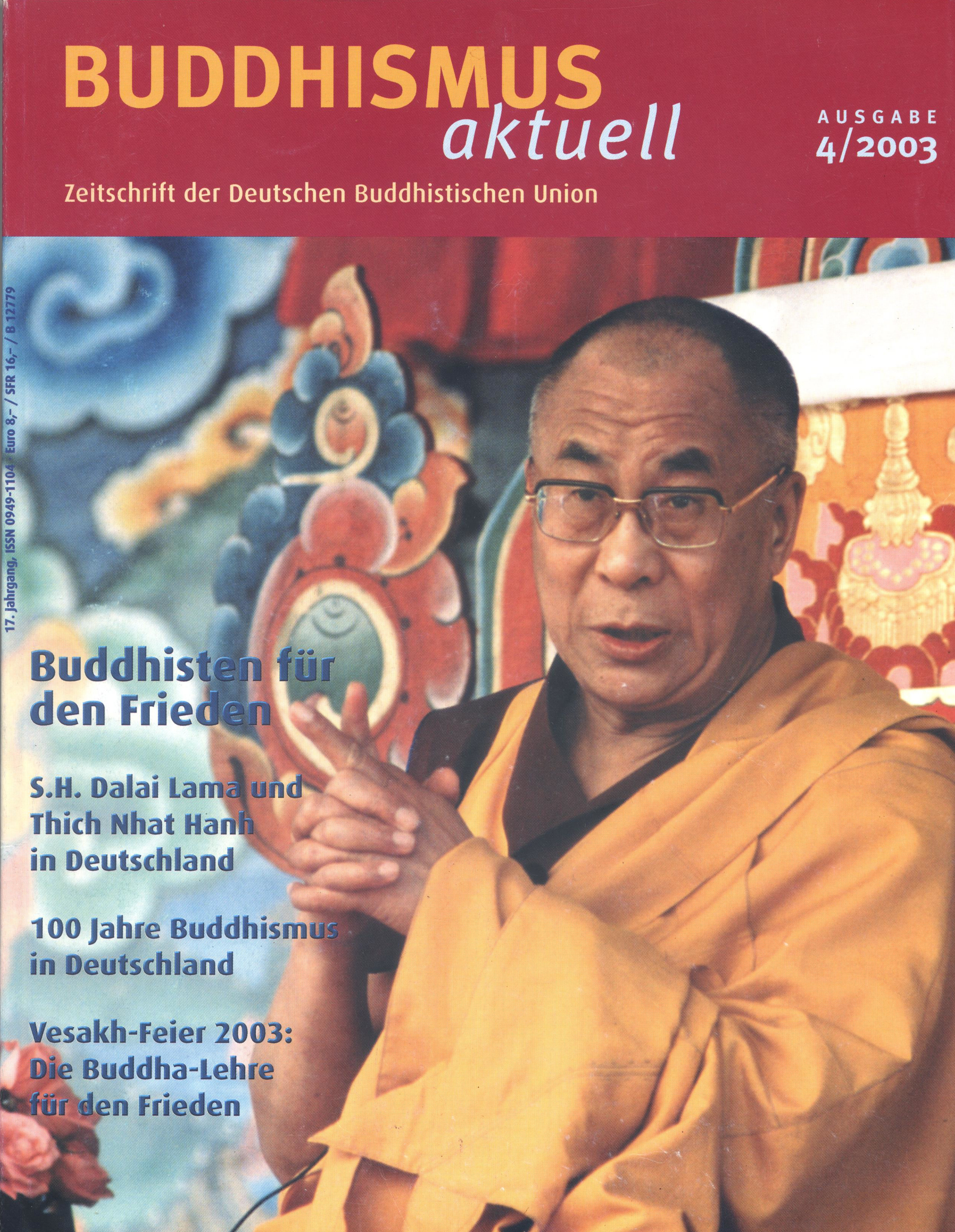
Buddhismus aktuell Nr. 1, 2003

Buddhismus aktuell (Eigenschreibweise BUDDHISMUS aktuell) ist eine traditionsübergreifende Zeitschrift der Deutschen Buddhistischen Union (DBU).
Die Zeitschrift erscheint viermal im Jahr und ist die Nachfolgerin der früheren Zeitschrift Lotusblätter der DBU. Obwohl Buddhismus aktuell von der DBU herausgegeben wird, arbeitet die Redaktion aufgrund einer Vereinbarung mit der DBU in Form eines Redaktionsstatutes journalistisch unabhängig und nicht weisungsgebunden.

## Lotusblätter
Den Beginn der Lotusblätter im Jahr 1987 hat Sylvia Wetzel ausführlich in Buddhismus aktuell Ausgabe 4/2017 beschrieben. Der Anfang dieser buddhistischen Zeitschrift gestaltete sich herausfordernd, weil die DBU ein Dachverband von buddhistischen Gemeinschaften vieler verschiedener Traditionen ist, die sich zunächst nur schwer auf eine gemeinsame Linie verständigen konnten.
Durch das Engagement von Sylvia Wetzel, Thomas Geist, Dieter Bünker (heute Lama Öser Bünker) und der bedeutenden ideellen und finanziellen Unterstützung durch Karl Schmied konnten die Lotusblätter 1987 starten und dem Buddhismus in Deutschland in seiner Einheit und Vielfalt ein publizistisches Gesicht geben.
Ab dem Gründungsjahr 1987 bis zur Mitte 1996 war Thomas Geist Chefredakteur der Lotusblätter und in Personalunion Sekretär der DBU-Geschäftsstelle.
Die folgenden Chefredakteurinnen wurden vom Vorstand der DBU berufen. Es waren dies Regine Leisner und Andrea Liebers, die jeweils ihre eigenen Akzente in die Zeitschrift einbrachten.
Die grundlegenden Ziele der Lotusblätter und der darauf folgenden Zeitschrift Buddhismus aktuell sind über die Jahre hinweg die gleichen geblieben:
- ein Forum anzubieten für Austausch und Begegnung zwischen buddhistischen Traditionen,
- den interreligiösen und interdisziplinären Dialog in der Gesellschaft publizistisch zu begleiten,
- die Entwicklung eines authentischen Buddhismus im Westen zu fördern.

## Buddhismus aktuell
Mit dem Heft 4/2003 erfolgte unter der Leitung der Chefredakteurin Michaela Doepke. ein Relaunch der Zeitschrift unter dem neuen Titel Buddhismus aktuell Doepke war davor als freie Journalistin bei der Süddeutschen Zeitung tätig gewesen und hatte anschließend als Fachjournalistin und Redakteurin gearbeitet. Daher brachte sie die fachliche Expertise mit, um die Zeitschrift Lotusblätter inhaltlich und layouterisch weiter zu modernisieren und für weitere Kreise von Leserinnen und Lesern zu öffnen.
Von Heft 2/2013 bis Heft 1/2019 leitete die bekannte Übersetzerin und Herausgeberin Ursula Richard die Chefredaktion. Auf ihre Initiative hin erschien die Zeitschrift nun erstmals im Farbdruck.
Mit dem Heft 2/2019 wechselte die Biologin, Buchautorin und Journalistin Susanne Billig von der Online-Redaktion in die Print-Redaktion von Buddhismus aktuell und übernahm die Chefredaktion. Dazu schreibt sie im Editorial dieses Heftes:

„Eine buddhistische Zeitschrift muss eine gute Balance finden zwischen den zeitlosen Themen einerseits, die im Zentrum des Buddhismus und in der Natur des menschlichen Lebens liegen und immer wieder zu tun haben mit der Suche nach Weisheit, Klarheit, Großzügigkeit, Erkenntnis, mit kritischer Distanz zu den Versprechungen der Welt und engagiertem Eintreten für mitfühlende Verhältnisse – und einer aktuellen Berichterstattung andererseits, weil buddhistisches Leben sich unter realen gesellschaftlichen Umständen abspielt und damit umgehen muss. Soziale Umbrüche, Politik, Kunst, Migration, Klimaveränderung, globale Gerechtigkeit – wie sollte alles das nicht auch Gegenstand buddhistischen Nachdenkens sein?“

Die Zeitschrift erscheint mit einem Hauptteil, der die Schwerpunktartikel, Einzelbeiträge und Buchrezensionen umfasst, sowie einem Magazinteil mit Nachrichten aus der buddhistischen Welt in Deutschland und international. So wurden etwa im Jahr 2022 in den vier Quartalsheften die folgenden Schwerpunkte behandelt:
- fürsorglich,
- Nahrung,
- Heimat,
- Leben mit dem Tod.

Gemäß der Mediadaten von 2023 beträgt die Auflage 6000 bis 7000 Exemplare.